# Economy (Pensilvânia)
Economy é um distrito localizado no estado norte-americano de Pensilvânia, no Condado de Beaver.

## Demografia
Segundo o censo norte-americano de 2000, a sua população era de 9363 habitantes.
Em 2006, foi estimada uma população de 9212, um decréscimo de 151 (-1.6%).

## Geografia
De acordo com o United States Census Bureau tem uma área de
46,0 km², dos quais 45,8 km² cobertos por terra e 0,2 km² cobertos por água.

## Localidades na vizinhança
O diagrama seguinte representa as localidades num raio de 8 km ao redor de Economy.